# ميدو حليمي
ميدو حليمي (2004/ 2005 - 26 أغسطس/ آب 2024) صانع محتوى على وسائل التواصل الاجتماعي ومدون فلسطيني عاش في قطاع غزة. اشتهر ميدو بفيديوهات «حياة الخيمة» التي وثق بها معاناته في العيش في مخيم للنازحين الفلسطينيين أثناء الاجتياح الإسرائيلي لقطاع غزة.

## النشأة والتعليم
ولد ميدو وتربى في مدينة غزة بفلسطين. وهو ابن عدي الحليمي، وله أربعة أخوة وأخت. كان ميدو خريج برنامج كينيدي لوغار للتبادل الشبابي والدراسة (YES) التابع لوزارة الخارجية الأمريكية الذي يسمح للطلاب من الدول ذات الأغلبية المسلمة بالعيش والدراسة في الولايات المتحدة مُدةَ عام دراسي. وكان طالبًا في مدرسة هاركر هايتس الثانوية في مدينة هاركر هايتس بولاية تكساس من عام 2021 إلى عام 2022. عمل ميدو في مؤسسة سبارك الخيرية بغزة صيفَ 2023، ودرس العلوم السياسية والاقتصاد في جامعة الأزهر بغزة قبل 7 أكتوبر 2023. وفي 7 أكتوبر/ تشرين الأول 2023 نزحت عائلة ميدو من منزلها في مدينة غزة عقب الحرب الفلسطينية الإسرائيلية. ونزحت عائلته عدة مرات بين خان يونس ورفح في الاجتياح الإسرائيلي لقطاع غزة وفي أواخر أبريل/ نيسان 2024 رجعوا إلى خان يونس بعد اجتياح رفح. وفي تلك الفترة توفيت جدته بسبب نقص الأدوية نتيجة الحصار المستمر لقطاع غزة.

## وجوده على الانترنت
أنشأ ميدو حسابه على تيك توك بعد فراره وعائلته إلى المواصي المنطقة الساحلية الجنوبية لقطاع غزة التي عدتها إسرائيل منطقةً آمنة. واكتسب عددًا كبيرًا من المتابعين على إنستغرام وتيك توك في صيف 2024 بمقاطع الفيديو التي وثق بها حياته اليومية بغزة في مخيم للنازحين الفلسطينيين. وبث سلسلة «حياة الخيمة» التي شملت مشاركة لحظات الفرحة في الظروف المميتة والوصول المحدود إلى الإنترنت، وكيفية آدائه للأعمال المنزلية، وتأمين الطعام والتغلب على الملل. وبين أن هذه الفيديوهات تهدف إلى إظهار قدرة الشعب الفلسطيني على الصمود والقوة والبقاء. ثم أنشأ صفحة مشتركة على موقع إنستغرام تسمى Gazan Experience بالتعاون مع زميله طلال مراد؛ للإجابة على أسئلة المستخدمين حول كيفية عيش سكان غزة في ظل الظروف الراهنة. وحظي بإشادة واسعة من المشاهدين لقدرته على إيجاد لحظات صغيرة من الفرح وسط الدمار الذي يحيط به.

## وفاته
في السادس والعشرين من أغسطس/ آب 2024 أصيب ميدو بشظية في غارة جوية إسرائيلية على مدينة خان يونس جنوب غزة. ووقعت الغارة في شارع قريب لحليمي وزميله مراد اللذين أصيبا بشظايا الضربة القاتلة. يحكي مراد الحادثة برؤيته سيارة مشتعلة أمامهم ويرى حليمي ينزف من رأسه. استغرق وصول السيارة 10 دقائق. وصوره طاقم قناة إن بي سي نيوز أثناء نقله إلى العناية المركزة في مستشفى ناصر في خان يونس، ولكن بعد ساعات استسلم متأثراً بجراحه وتوفي.
أثارت وفاة ميدو موجة من الحزن على مواقع التواصل الاجتماعي، حيث عبر المتابعون عن صدمتهم وحزنهم لوفاته بسبب الروابط الوثيقة التي كونوها معه بسبب مقاطع الفيديو التي نشرها.